# Gran Cementiri de Riga
El Gran Cementiri de Riga 1 (en letó: Lielie kapi; en alemany:Grosser Friedhof) va ser el cementiri principal de Riga a Letònia, establert l'any 1773, era el cementiri oficial dels germanobàltics a Letònia.
Va patir danys considerables i l'eliminació de moltes làpides i tombes per part de les autoritats soviètiques que van controlar la República Socialista Soviètica de Letònia després de 1945, el que va portar a la suspensió dels enterraments i a la conversió del cementiri en un parc públic. Malgrat això, un gran nombre de tombes antigues han sobreviscut fins als nostres dies.
El terreny de 22 hectàrees és actualment propietat de l'Església Evangèlica Luterana de Letònia.

## Orígens
Entre 1771 i 1772, Caterina la Gran, emperadriu de l'Imperi Rus, va decretar que a partir d'aquesta data en endavant ningú, independentment de la seva situació o del seu origen social, seria enterrat en una cripta o en un cementiri de cap església; tots els enterraments havien de tenir lloc als nous cementiris que es construirien al llarg de tot l'Imperi Rus, i que s'havien de construir fora dels límits de la ciutat.
Aquestes mesures es van ordenar per superar la congestió de les criptes de les esglésies urbanes i cementiris, i van ser impulsades per una sèrie de brots de malalties altament contagioses vinculades a pràctiques inadequades de sepultura a les zones urbanes, especialment la pesta negra que havien provocat la plaga Riot a Moscou el 1771.
En aquest context el Gran cementiri de Riga va ser fundat el 1773. Va servir com a cementiri durant més de 170 anys per a quasi tots els germanobàltics que van morir a la ciutat entre 1773 i 1944. A més a més, nombrosos letons d'estatus social superior hi van ser enterrats. El cementiri tenia tres seccions: luterana, catòlica romana, i ortodoxa.
Un dels primers de ser-hi reenterrats va ser el fundador de la ciutat, el bisbe Albert de Buxhövden, les restes del qual van ser exhumades d'una de les principals esglésies de la ciutat i traslladades al cementiri el 1773.
Els enterraments al cementiri es van reduir dràsticament després que Hitler donés ordre del trasllat forçós -en el marc del Pacte Molotov-Ribbentrop- de desenes de milers d'alemanys bàltics de Letònia a la fi de 1939 per a les zones ocupades a l'oest de Polònia. Els enterraments hi van continuar en una escala molt de petita fins a 1944, principalment pels germanobàltics que no havien respost a la trucada de Hitler per abandonar la regió.

## Situació després de 1944
Centenars de làpides i tombes van ser retirades o destruïdes per les autoritats soviètiques durant la reocupació soviètica de Letònia.
El 1957, el cementiri va ser tancat per a qualsevol enterraments i en va començar la  decadència.
Entre 1967 i 1969, l'ajuntament va decidir arrasar grans seccions del cementiri per a  transformar-lo en parc públic. La secció ortodoxa russa del cementiri, és l'única zona que no es va agregar al territori del parc i, per tant, l'única que roman ben conservada, anomenada Cementiri de Pokrov.